# Gornji Drežanj
Gornji Drežanj (cyr. Горњи Дрежањ) – wieś w Bośni i Hercegowinie, w Republice Serbskiej, w gminie Nevesinje. W 2013 roku liczyła 60 mieszkańców.